# Great Lawn
La Great Lawn ou Great Lawn and Turtle Pond (littéralement grande pelouse et mare aux tortues) est l'un des espaces de Central Park, au nord de Manhattan, à New York. La Great Lawn occupe la majeure partie de l'espace rectangulaire autrefois recouvert par le Lower Reservoir, d'une surface de 14 hectares. Ce réservoir, dont la construction datait de 1842, faisait partie des plans originels du parc imaginés par Frederick Law Olmsted et Calvert Vaux, étant antérieur à la construction de Central Park. Il occupait un espace compris entre la 79e rue et la 86e rue, et le Belvedere Castle le dominait au coin sud-ouest. Mais la construction du Croton-Catskill Reservoir, pour faire face aux besoins en eau de la ville rendirent le Lower Reservoir inutile.

## La création de la Great Lawn
L'assèchement du réservoir commença le 23 janvier 1930. En juin de cette même année, la ville adopta un plan réalisé par la American Society of Landscape Architects qui prévoyait l'installation d'une grande pelouse ovale, dont les bordures seraient égayées par des massifs d'arbres à l'intérieur et à l'extérieur de la voie piétonne l'entourant. Deux terrains de jeu clôturés au nord devaient ainsi être entourés d'arbustes et d'arbres. Les eaux de l'assèchement du réservoir étaient recueillies dans un petit étang au sud, le prédécesseur de l'actuelle Turtle Pond (mare aux tortues), et la forme essentiellement rectangulaire, malgré quelques légères courbes, tracées par le béton laissée par le réservoir apparut progressivement. Au niveau du rivage sud, la pente escarpée qui avait retenu les eaux du réservoir fut terrassée, et des arbres y furent plantés afin d'altérer le relief.
Pendant ce temps, la ville subissait le contrecoup de la crise de 1929, et se trouvait au bord de l'insolvabilité. Un Hooverville de cabanes improvisées se développa même dans la partie asséchée du réservoir. Mais en janvier 1934, l'arrivée de Fiorello LaGuardia à la mairie de New York permit l'achèvement du chantier, sous la direction de l'urbaniste Robert Moses, qui en deux années parvint à finaliser les travaux du Great Lawn. Des chênes et des tilleuls d'Europe furent plantés.

## Les travaux de rénovation
Au fil des années, la Great Lawn, très fréquentée s'usa beaucoup. Huit terrains de baseball durent être construits dans les années 1950 et les concerts en plein air ne firent qu'user davantage la pelouse. Le sol, compacté et dépourvu de gazon par endroits menaçait de devenir un champ de poussière, d'autant plus que les déchets du sol se déversaient dans le Turtle Pond, donnant lieu à un phénomène d'eutrophisation, qui engendrait la croissance d'algues chaque été. En octobre 1995, la décision fut prise par le Central Park Conservancy (« comité de sauvegarde de Central Park ») de replanter 22,3 hectares de gazon, avec la mise en place d'un système de drainage et d'arrosage, qui amena à un assèchement complet et à une reconfiguration de la Turtle Pond (qui portait ce nom depuis 1987). De nouvelles plantes furent installées au bord du nouvel étang, parmi lesquelles des typhaceae et des iris, dans un bloc de béton submergé étagé, afin de fournir à toutes les espèces de plantes une profondeur d'eau idéale. Une petite île exposée au soleil fut aussi placée au centre de l'étang pour faciliter la reproduction et la ponte des tortues. En outre, différentes espèces de libellules jamais encore répertoriées ont été découvertes.

## Concerts
De nombreux concerts ont eu lieu sur le site du Great Lawn, dont un concert d'Elton John avec 300 000 personnes en 1980 ou The Concert in Central Park  de Simon et Garfunkel qui a rassemblé plus de 500 000 personnes en 1981.